# Jean Dargassies
Jean Dargassies (* 15. Juli 1872 in Grisolles; † 7. August 1965 ebenda) war ein französischer Radrennfahrer.

## Sportliche Laufbahn
Dargassies (eigentlich Dargaties, aber diese Schreibweise ging in der Radsportgeschichte verloren) war Straßenradsportler und galt bei Sporthistorikern (lange bevor das Wort Einzug in die Terminologie des Radsportes fand) als der erste Domestik (französisch domestique, auch Helfer oder Wasserträger genannt) im Radsport. Die erstmalige Verwendung des Wortes Domestik im Sinne eines Helfers im Radsport wird Henri Desgranges (dem Begründer der Tour de France) zugeschrieben, der den Belgier Maurice Brocco während der Tour 1911 so in seiner Zeitschrift L’Auto bezeichnete.
1903 bestritt Dargassies eher zufällig seine erste Tour de France. Der Inhaber des örtlichen Fahrradgeschäftes hatte ihn, der über eine kräftige Statur verfügte und gelegentlich mit einem Rad von seinem Heimatort Grisolles in den benachbarten Ort Montauban fuhr, angeregt, sich für die Tour anzumelden. Dies tat er und fuhr zum Tourstart, ohne eine Rückmeldung aus Paris erhalten zu haben. Dort traf er Géo Lefèvre (den Organisator der Tour und rechte Hand von Henri Desgranges) und fragte ihn, wie ein Radrennen ablaufe. Dieser wollte ihn erst nicht starten lassen, da aber bis dahin nur wenige Anmeldungen vorlagen, stimmte er zu. Dargassies fuhr bis Paris und beendete die Tour auf dem 11. Rang. Ein Jahr später wurde er sogar als Vierter (nach erfolgter Disqualifikation etlicher Fahrer wegen Betruges) klassiert und erhielt 1.000 französische Franc Prämie. Auf dieser Tour hatte er einen Fahrer namens Henri Pépin (der sich de Gontaud nannte, was seine Herkunft aus dem gleichnamigen Ort beschrieb, aber dazu führte, dass er als Adliger angesehen wurde, der aber als Grundbesitzer wohlhabend war) kennengelernt. Pépin schlug ihm vor, auf der nächsten Tour (mit einem weiteren Fahrer) für ihn „zu arbeiten“, ihn zu versorgen und „das Wasser zu holen“ sowie ihn ständig zu begleiten. So bestritten sie die Tour 1907 in diesem Sinne. Dargassies erhielt für seine Dienste etwa dieselbe Summe wie der Sieger der Tour Lucien Petit-Breton. Pépin hatte auf der 5. Etappe genug und stieg aus, Dargassies tat es ihm nach und erhielt die versprochene Summe. Danach fuhr er die Tour nie mehr, auch keine weiteren Rennen. Neben der Tour trat er noch 1904 als Zweiter des Rennens Bordeaux–Paris in Erscheinung. 1965 starb er im Alter von 93 Jahren in seinem Heimatort.

## Berufliches
Er war zunächst Schmied in seinem Heimatdorf. Nach seiner letzten Tour eröffnete er selbst einen Fahrradladen und nutzte seine erworbene Popularität.

## Ehrungen
Sein Rad ist im Heimatmuseum von Montauban ausgestellt. Drei Schulen in seiner Heimat tragen seinen Namen.